# Titus Bernhard
Titus Bernhard (* 1963 in Augsburg) ist ein deutscher Architekt, der das Architekturbüro Titus Bernhard Architekten und die Galerie Basilica in Augsburg führt.

## Leben und Werk

### Kindheit und Ausbildung
Titus Bernhard ist das ältere von zwei Kindern des Herz- und Gefäßchirurgen Alexander Bernhard und der Sportlehrerin Irmgard Bernhard. Seine frühe Kindheit verbrachte er, bedingt durch die Karriere des Vaters, in Augsburg, Zürich, Bonn und Kiel, wo er schließlich eingeschult wurde. Er besuchte zunächst die Gorch-Fock-Schule, dann das humanistische Gymnasium Kieler Gelehrtenschule, die älteste Schule Schleswig-Holsteins. Trotz der humanistischen Ausrichtung waren seine Leistungsfächer Mathematik, Physik, Kunst und Geschichte, das große Latinum und Griechisch jedoch verschafften ihm früh den Zugang zu den Denkschulen der Antike. Mit 14 nahm er Privatunterricht in Zeichnen und Industriedesign bei Rolf Clemens (Wien, Kiel), rund 14 Jahre Klavierunterricht ergänzten seine Ausbildung.
Nach dem Abitur 1981 leistete er als Wehrpflichtiger Militärdienst bei der Marine als Funker und Fernmelder, bevor er 1983 das Architekturstudium an der TU Braunschweig begann. Während des Studiums absolvierte Titus Bernhard Praktika bei Richard Meier & Partners in New York, besuchte Vorlesungen an der Columbia University und an der Cooper Union. Er erhielt ein DAAD-Stipendium am Politecnico di Milano, wo er unter anderem in der Meisterklasse Prof. Giorgio Grassi (Entwurf und Gebäudelehre) und Achille Castiglioni (Industriedesign) studierte und ein Stipendium der Studienstiftung des Deutschen Volkes erhielt. 1991 machte er sein Diplom an der TU Braunschweig, ein Reisestipendium der Lavesstiftung führte ihn nach Los Angeles, wo er den Kontakt zu Architekten in Kalifornien und zum Getty Research Institute aufbaute.

### Karriere
Nach freier Mitarbeit 1991–1995 in den Büros Richard Meier & Partners, New York, Bohn & Bohn Architekten, München, und Pysall Stahrenberg & Partner, Braunschweig, gründete er 1995 sein Büro Titus Bernhard Architekten, das bis heute national und international tätig ist. Titus Bernhard Architekten verstehen ihr Metier ganzheitlich und disziplinenübergreifend zwischen kulturellem Anspruch und ökonomischem Pragmatismus.
Ausgezeichnet u. a. mit der Erich-Schelling-Medaille 2006, dem BDA Preis Bayern 2006, Jurymitglied bei und mehrfach präsentiert in Best Architects, Ausstellungen bei AEDES in Berlin 2004 und 2013, Architekturgalerie München und der Galerie d`architecture in Paris sowie der zweimaligen Teilnahme an der Biennale in Venedig, zählte Titus Bernhard Anfang des 21. Jahrhunderts als Architekt der jungen Avantgarde in Deutschland. Haus 9x9 war 2004 das meistpublizierte Wohnhaus weltweit.
Von 2005 bis 2007 unterrichtete er an der HTWG Konstanz im Rahmen einer Gastprofessur am Lehrstuhl für „Entwerfen und Konstruktion“ im Masterstudiengang Architektur. 2007 gründete er in Partnerschaft mit Peter Kögl das Büro Bernhard & Kögl GbR in Augsburg.
Seit 2008 ist er in zahlreichen Jurys und Gremien aktiv, hatte zudem Lehraufträge und Masterkorrekturen an der TU München und der Uni Innsbruck. darüber hinaus ist er Mitglied des Gestaltungsbeirats der Stadt Bregenz/Vorarlberg und der Stadt Kaufbeuren.
2019 gründete er ein Forum zur Förderung junger Künstler und im Sommer 2024 eröffnete er neben seinem Büro in der Augsburger Provinostraße die Galerie Basilica.

## Bauten (Auswahl)

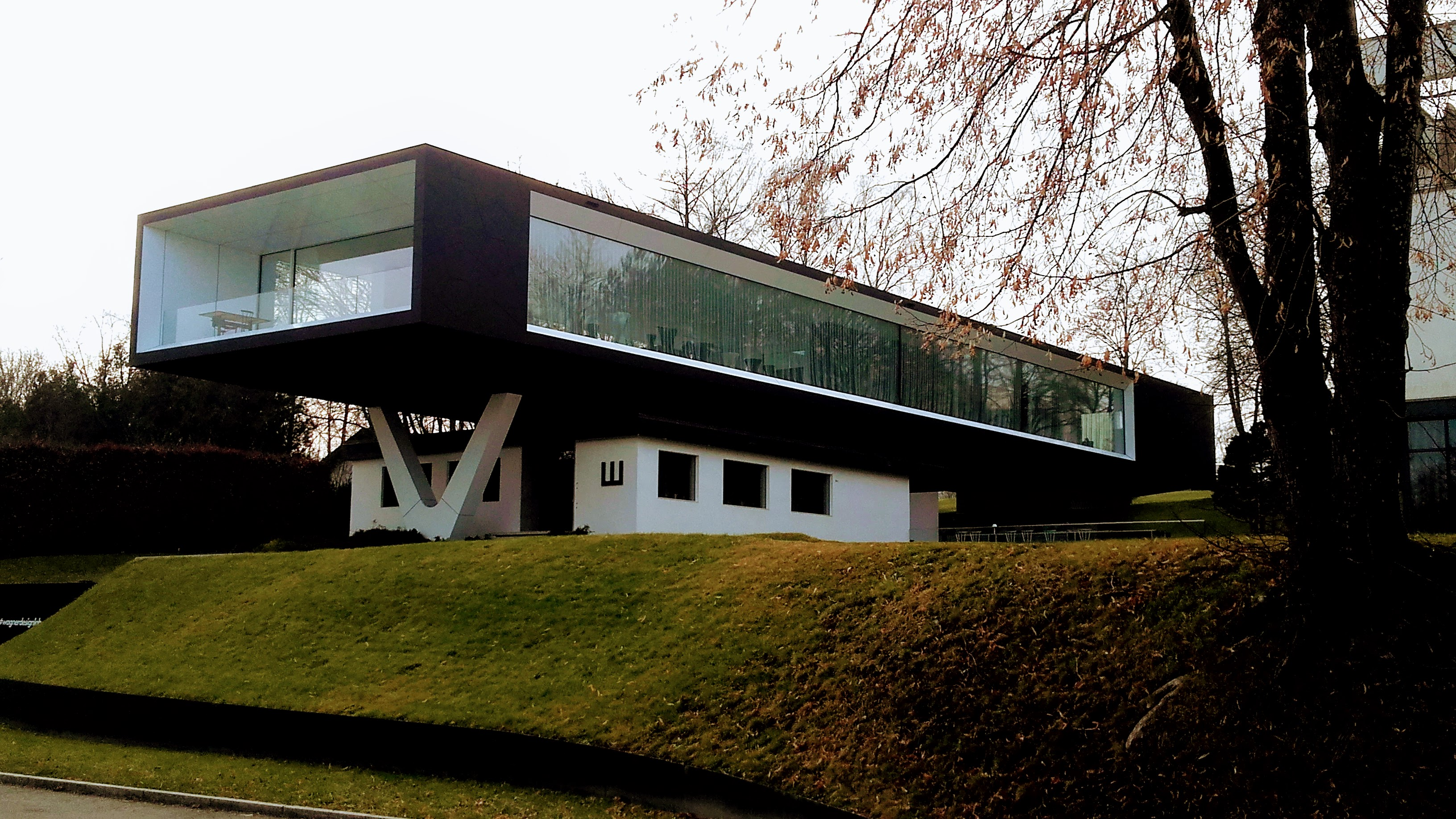
Wagner Design Lab in Langenneufnach

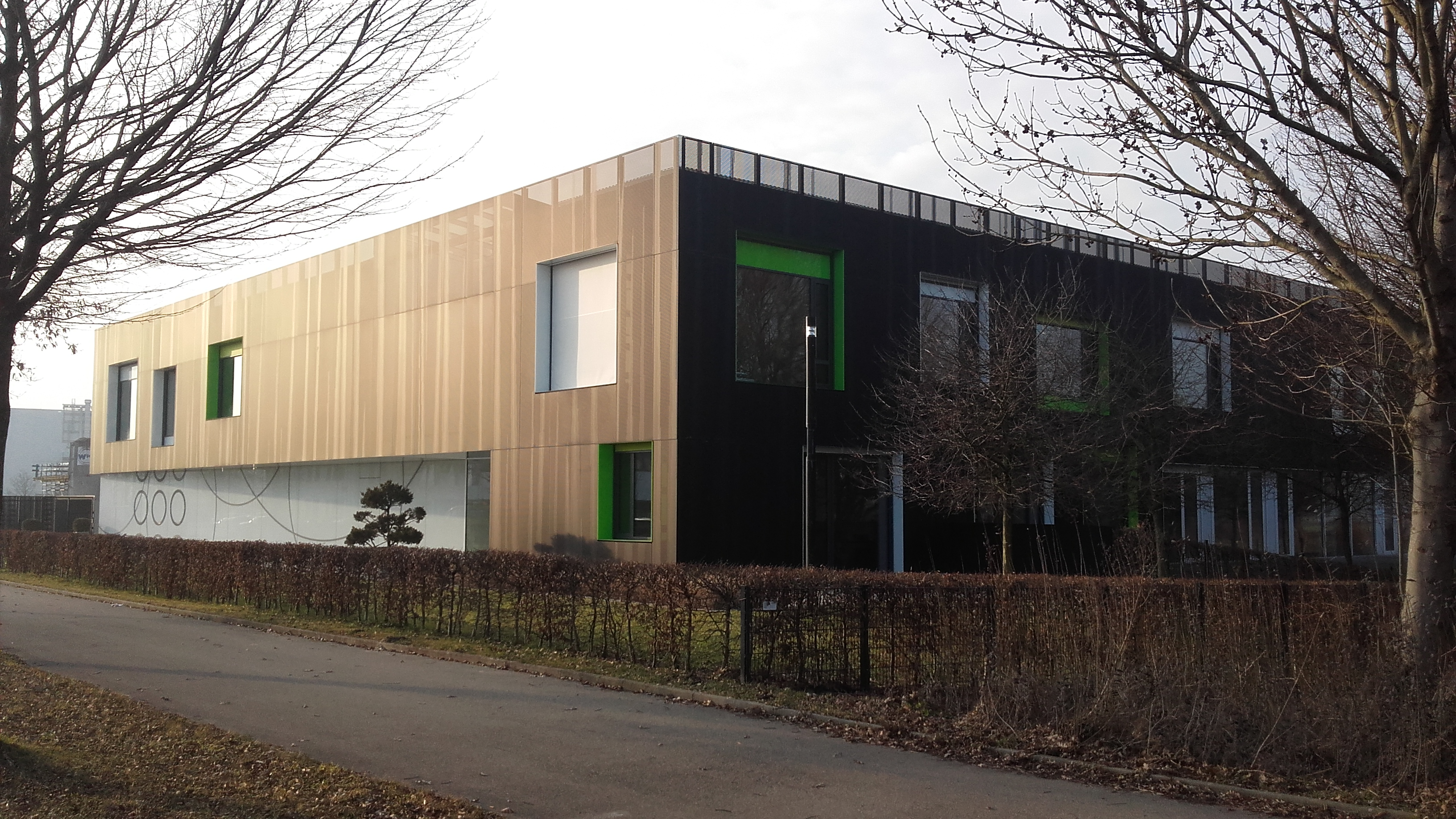
PTG Projekt- und Transfergesellschaft in Augsburg

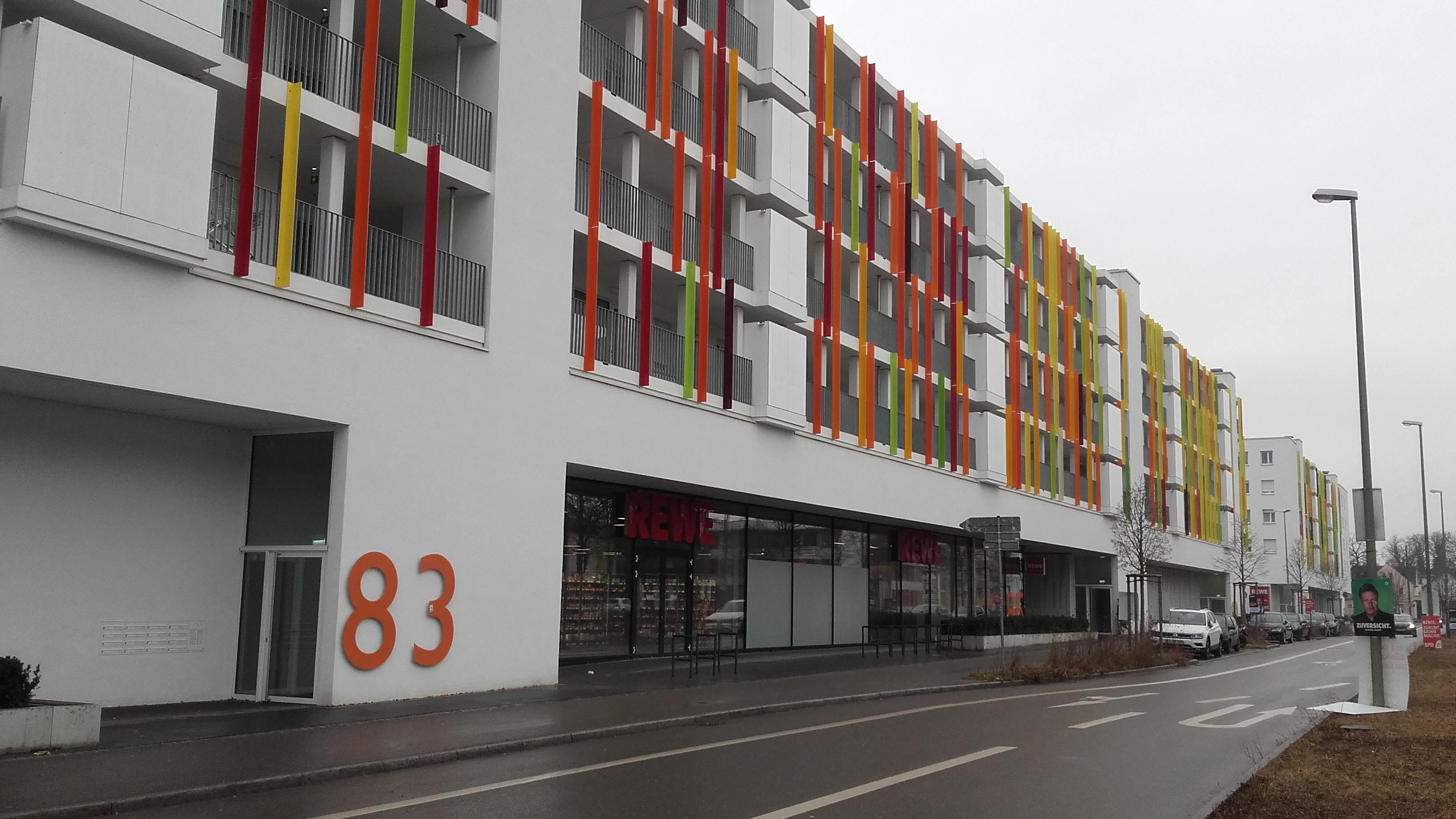
EOF-Wohnanlage an der Ulmer Straße in Augsburg

- 1999–2002: Seminarzentrum der Metaplan consulting in Paris
- 2000: S/M/L in Burgrieden
- 2004: Haus 9 × 9 in Stadtbergen
- 2005: Haus L. in Ertingen
- 2006: Haus M in München (ausgezeichnet mit „villa of the world“)
- 2005: Rathaus und Gemeindezentrum in Bernried am Starnberger See
- 2007–2010: Rustico Gargnano/Lago di Garda, Italien
- 2009: FCA Stadion impuls arena in Augsburg, zusammen mit Kögl Architekten
- 2011: Haus 11 × 11 in Wörthsee
- 2012: Haus K in Starnberg
- 2013: Schreinerei R. in Horgau
- 2016: Haus am See in Starnberg
- 2017: Schulungs- und Verwaltungszentrum der PTG Projekt- und Transfergesellschaft in Augsburg
- 2020: Geschosswohnungsbau mit 71 Mietwohnungen in Petershausen
- 2020: Wagner Design Lab in Langenneufnach, zusammen mit Andreas Weissenbach
- 2021: Wohnanlage mit 141 EOF-Wohnungen, Dachgarten und Gewerbefläche in Augsburg
- 2023: Genossenschaftlicher Geschosswohnungsbau mit 171 Wohneinheiten in München, zusammen mit AllesWirdGut Architektur ZT GmbH Wien München
- 2023: Haus 10 x 10 (The Camouflage House) in Ottmarshausen bei Augsburg

## Auszeichnungen (Auswahl)
- 2006: BDA Preis Bayern
- 2006: Schelling-Medaille
- mehrfach: AIT Award
- mehrfach: best architects award, 2x 2007, 2010, 2011, 2013, 2019
- mehrfach: IHM Preis „geplant + ausgeführt“
- mehrfach: Häuser des Jahres
- 2018: Preis der Langner’schen Stiftung Augsburg für die WWK Arena/FCA-Stadion
- 2019: Red Dot best of the best „Fassade WWK Arena“
- 2020: German Design Award für „Designlab Wagner living“
- 2022: Iconic Awards 2022 „Haus ES“ Winner in der Kategorie Wohngebäude
- 2022: Iconic Awards 2022 „Haus vN“ Winner in der Kategorie Wohngebäude
- 2022: Deutscher Natursteinpreis 2022 Besondere Anerkennung für „Haus vN“

## Ausstellungen (Auswahl)
- 2004: Reserve der Form, Künstlerhaus Wien
- 2004: Biennale di Venezia, „Deutschlandschaft“
- 2004: Architekturforum AEDES, „Sinnlicher Minimalismus“
- 2005: Galerie d’architecture, Paris, „Neue Tendenzen“
- 2009: Architekturmuseum Schwaben, Titus Bernhard Architekten
- 2010: Biennale di Venezia „Sehnsucht“
- 2011: Werkschau Titus Bernhard Architekten, Höhmannhaus, Augsburg
- 2013: Architekturforum AEDES, „(un)gebaut ambivalent – (un)built ambivalence“
- 2014: Architekturgalerie München, „(un)gebaut ambivalent – (un)built ambivalence“
- 2014: AIT-ArchitekturSalon Köln, „(un)gebaut ambivalent – (un)built ambivalence“
- 2014: AIT-ArchitekturSalon Hamburg, „(un)gebaut ambivalent – (un)built ambivalence“
- 2016: Fábrica de Arte Cubano, Havanna, Kuba, „Living Spaces“